# Српска листа (Република Косово)
Српска листа је политичка странка српске заједнице у Републици Косово. Доминантна је српска странка у косовској политици. Блиско је повезана са Владом Републике Србије, коју предводе Српска напредна странка и председник Србије Александар Вучић.

## Историја
Српска листа освојила је укупно 38.169 (5,30%) гласова на парламентарним изборима 2014. Објавила је 17. септембра 2014. да ће се придружити Влади само ако Самоопредељење не буде део ње. Александар Јаблановић, министар за заједнице и повратак, смењен је 3. фебруара 2015. године након што је опозиција затражила његову смену јер је групу етничких Албанаца која је на Бадње вече у Ђаковици камењем напала српска интерно расељена лица назвао „дивљацима”. Његова изјава допринела је протестима на Косову 2015. Српска листа одлучила је да не присуствује наредној седници Скупштине. После парламентарних избора на 2017. године, Српска листа је пристала да будео део Владе коју је предводио Рамуш Харадинај из Алијансе за будућност Косова, наводно под главним условом да се успостави Заједница српских општина.

## Скупштине општина
Српска листа формирала је локалну власт у свих 10 општина са српском већином у Републици Косово након локалних избора 2021. године.
| Општина | Општина                    | Положај на мапи | Становништво (2011) | Статус    | Председник                |
| ------- | -------------------------- | --------------- | ------------------- | --------- | ------------------------- |
|         | Лепосавић                  |                 | 13.733              | Напустили | Зоран Тодић (оставка)     |
|         | Северна Косовска Митровица |                 | 12.326              | Напустили | Милан Радојевић (оставка) |
|         | Грачаница                  |                 | 10.675              | Већина    | Љиљана Шубарић            |
|         | Звечан                     |                 | 7.481               | Напустили | Драгиша Миловић (оставка) |
|         | Штрпце                     |                 | 6.949               | Већина    | Далибор Јевтић            |
|         | Ново Брдо                  |                 | 6.729               | Већина    | Саша Милошевић            |
|         | Зубин Поток                |                 | 6.616               | Напустили | Срђан Вуловић (оставка)   |
|         | Ранилуг                    |                 | 3.866               | Већина    | Катарина Ристић Илић      |
|         | Клокот                     |                 | 2.556               | Већина    | Владан Богдановић         |
|         | Партеш                     |                 | 1.787               | Већина    | Драган Петковић           |

## Председници Српске листе
| Председник | Председник            | Председник | Рођење—смрт | Почетак мандата | Завршетак мандата |
| ---------- | --------------------- | ---------- | ----------- | --------------- | ----------------- |
| 1.         | Александар Јаблановић |            | 1980—       | 2014.           | 2015.             |
| 2.         | Славко Симић          |            | 1984—       | 2015.           | 2017.             |
| 3.         | Горан Ракић           |            | 1971—       | 2017.           | 2023.             |
| 4.         | Златан Елек           |            | 1968—       | 2023.           | данас             |

## Резултати на изборима
| Година | Гласови | Гласови | % од важећих | Мандати  | Мандати за Србе | +/–        | Статус                  |
| ------ | ------- | ------- | ------------ | -------- | --------------- | ---------- | ----------------------- |
| 2014.  | 38.199  | 5.      | 5,20%        | 9 / 120  | 9 / 10          | 9          | коалиција               |
| 2017.  | 44.578  | 4.      | 6,20%        | 9 / 120  | 9 / 10          | Стагнација | коалиција               |
| 2019.  | 52.620  | 5.      | 6,61%        | 10 / 120 | 10 / 10         | 1          | коалиција               |
| 2021.  | 44.404  | 5.      | 5,06%        | 10 / 120 | 10 / 10         | Стагнација | коалиција (2021—2022)   |
| 2021.  | 44.404  | 5.      | 5,06%        | 10 / 120 | 0 / 10          | 10         | ванпарламентарна (2022) |
| 2021.  | 44.404  | 5.      | 5,06%        | 10 / 120 | 9 / 10          | 9          | опозиција (2022—)       |
| 2025.  | 39.914  | 5.      | 4,26%        | 9 / 120  | 9 / 10          | 1          |                         |